# František Kikerle
František Kikerle (uváděn i jako František Kikrle či Kykrle, 29. ledna 1893 Brno-Slatina – 10. května 1944 Drážďany) byl československý legionář a odbojář z období druhé světové války popravený nacisty.

## Život
František Kikerle se narodil 29. ledna 1893 ve Slatině u Brna v rodině dělníka Václava Kikerleho a Kateřiny, rozené Brzobohaté. Vyučil se v textilním oboru a pracoval jako textilní dělník. Byl členem Národně-socialistické strany. V květnu 1914 byl odveden do 8. pěšího pluku c. a k. armády a po vypuknutí první světové války byl v září téhož roku mobilizován. Jako vojín 89. pěšího pluku byl odeslán na ruskou frontu, kde 16. května 1915 padl do zajetí. Prošel několik zajateckých táborů a 22. června 1917 byl přijat do Československých legií. V roce 1918 zběhl, za což byl tři týdny vězněn. V roce 1919 byl několik týdnů hospitalizován v nemocnici. Absolvoval Sibiřskou anabázi a do Československa se vrátil v hodnosti svobodníka v roce 1920, kdy byl i demobilizován. Stal se členem Společnosti přátel Sovětského Ruska a Sovětský svaz navštívil. Mezi lety 1939 a 1941 pracoval jako školník ve Měšťanské škole ve Slatině, poté, co byl nacistickou mocí jako bývalý legionář nucen ze svého působiště odejít, pracoval jako výpomocná školnická síla na gymnáziu v Křenové ulici. V této době začal organizovat sbírky pro výpomoc rodinám zatčených, uváděna bývá i jeho účast v komunistickém protinacistickém odboji. Byl prozrazen, zatčen gestapem, vězněn v Brně a 10. května 1944 popraven v Drážďanech.

## Posmrtná ocenění
- Po Františku Kikerlemu byla v roce 1951 pojmenována jedna z ulic v jeho rodné Slatině[1]
- Františku Kikerlemu byla na budově základní školy na Přemyslově náměstí v Brně odhalena dnes už neexistující pamětní deska[2]